# Château de la Faye (Auriac-du-Périgord)
Pour les articles homonymes, voir Château de la Faye.
Le château de la Faye est un château français situé sur la commune de Auriac-du-Périgord, dans le département de la Dordogne.
Il fait l'objet d'une protection au titre des monuments historiques.

## Historique

### La famille Arnal de la Faye

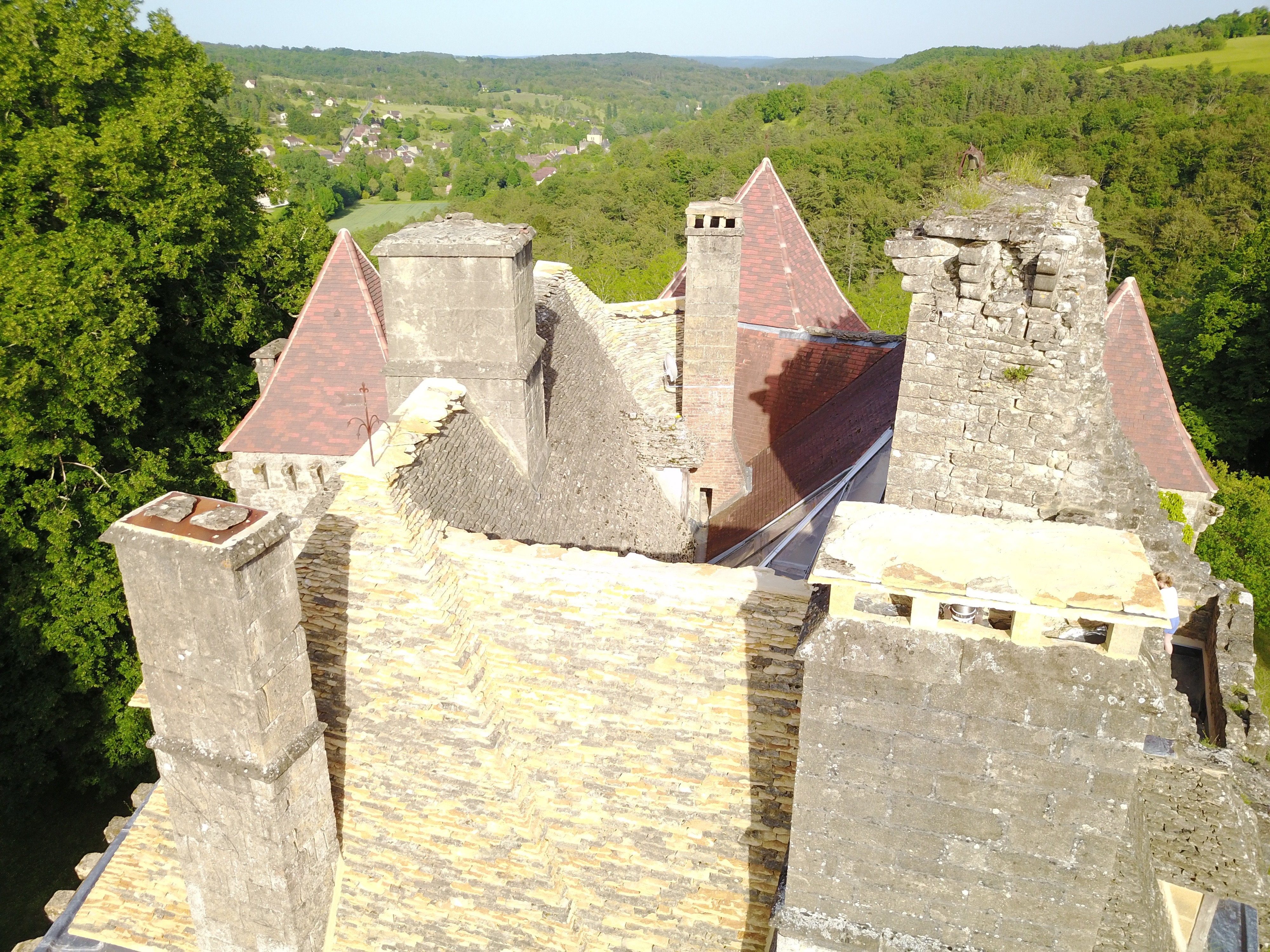
Les toitures du château.

Le château a appartenu à la famille de la Cropte. Avant 1438, Jean II de la Cropte, seigneur de Lanquais par don de Marie de Bourdeille en 1428, reçoit par don de Raimond de La Faye, l'hospice (château) de la Faye situé à Auriac, qui lui-même l'avait reçu de Guillaume de Royère. Par un acte passé le 19 décembre 1438, Jean de la Servantie, damoiseau de Montignac, lui cède tous les droits qu'il a sur l'hospice de La Faye. Le 13 avril 1447, Raymond dit Monot de la Cropte reçoit de son père, Jean II de la Cropte, l'hospice de La Faye, situé dans la paroisse d'Auriac, près de Montignac. D'un premier mariage, il eut vers 1448 Anthonie ou Antoinette de la Cropte qui a épousé Raimond Arnal, receveur des tailles du lieu de Montignac, dont les descendants prirent le nom de la Faye. 
La seigneurie d'Auriac est créée en 1487 à la suite de la vente par Jean d'Albret, comte de Périgord, des droits et rentes des terres à Antoinette de la Cropte. Son fils aîné est devenu seigneur de la Faye et d'Auriac. Le château a alors appartenu à la famille  Arnal, seigneurs de La Faye.
Raimond Arnal (vers 1440-avant 1498) a eu huit enfants : Marguerite, mariée à Jacques de Lambert, Bertrand Arnal, abbé de l'abbaye de Terrasson entre 1520 et 1541, date à laquelle il se démet en faveur de son neveu, Pierre, Marguerite, mariée avec Jean Alphern, Jean, marié à Gallienne de Beynac, Marguerite, mariée avec Louis Javel, Alexandre (vers 1470-après 1513), marié à Guillaumette de Vins, Foucauld né en 1476, François, né vers 1485, mort avant 1551, marié en 1520 à Souveraine d'Aubusson de Villac.
François Arnal, capitaine de la châtellenie de Montignac jusqu'en 1521, procureur d'Amanieu cardinal d'Albret, a eu six enfants : Pierre Arnal, succède à son oncle comme abbé de Terrasson en 1541, mort après 1551, Antoinette mariée à Guillaume Migot, Gabrielle Arnal mariée en 1539 avec Bernard IV de Foucauld de Lardimalie, Marguerite Arnal mariée en 1547 à Hélie Cottet, Amanieu Arnal, né en 1533, mort en 1556, marié à Marguerite Catherine Belcier, Guilhane Arnal mariée en 1551 à François Saulnier de Laborie. 
Amanieu Arnal a eu deux enfants : Pierre Arnal, né vers 1555 et mort avant 1591, marié avec Marguerite de Cugnac, et Catherine Arnal mariée le 13 janvier 1574 avec Jean Pasquet de Savignac, décédée en 1608.
En 1569, la chronique de Jean Tarde cite Pierre Arnal de la Faye, seigneur de Barry et de la Ricardie, fils de Jean Arnal et de Galienne de Beynac, capitaine du château de Montignac au moment où l'armée des princes de Navarre et de Condé faisait retraite après la bataille de Moncontour et leur refuse le passage. 
En 1580, on trouve Antoine de la Faye, seigneur de La Faye et d'Auriac, capitaine de la ville et du château de Montignac jusqu'en 1581, quand Henri de Navarre demande à Geoffroy de Vivans de prendre dans le château de Montignac les archives du comté de Périgord et de la vicomté du Limousin et de les transporter au château de Turenne. 
Catherine Arnal de la Faye, fille d'Antoine Arnal de la Faye, seigneur de la Faye et de Puygolfier, et de Suzanne de Pérusse-d'Escars, s'est mariée avec François Foucauld. Son fils, Henri Foucauld, seigneur de la Faye d'Auriac, s'est marié en 1673 avec Gabrielle de Rouffignac. Il est seigneur d'Auriac et de la Faye. Sa fille aînée, Anne Foucauld est dame de la Faye et son héritière universelle. Elle se marie par contrat du 25 juin 1718 avec Louis Foucauld de Pontbriand, seigneur de Mesmond, avant de devenir par mariage seigneur de la Faye et d'Auriac. Anne de Foucauld est morte sans postérité en 1752 après avoir testé en faveur de son mari. Celui-ci institue en 1753 pour héritier universel son petit-neveu, le comte Louis de Foucauld de Pontbriand, né en 1742. Il a émigré en 1791

### Le château
Une simple tour de défense a été construite au XIIIe siècle pour assurer la défense de Montignac. Des tours ont été ajoutées sur le côté sud, au XIVe siècle, à gauche, avec la date de 1359, à droite, au XVe siècle.  Le château, repaire noble, est cité en 1476 sous le nom de Fortalitium de la Faya. Le logis date de la fin du XVe siècle, comprenant trois niveaux. Il est couronné de mâchicoulis qui ont été transformés au XVIIIe siècle pour construire une haute toiture et ajouter des lucarnes. Au XVIe siècle a été ajoutée une tour dont la porte soulignée par un arc brisé s'ouvre sur l'escalier. Un inventaire du XVIIIe siècle permet de savoir qu'il y avait huit cheminées dans les pièces du château. Des tours ont été ajoutées au XIXe siècle aux extrémités du logis barlong.
Dans le parc se trouve un cluzeau.
Le monument fait l’objet d’une inscription au titre des monuments historiques depuis le 24 juin 1948.

## Galerie de photos

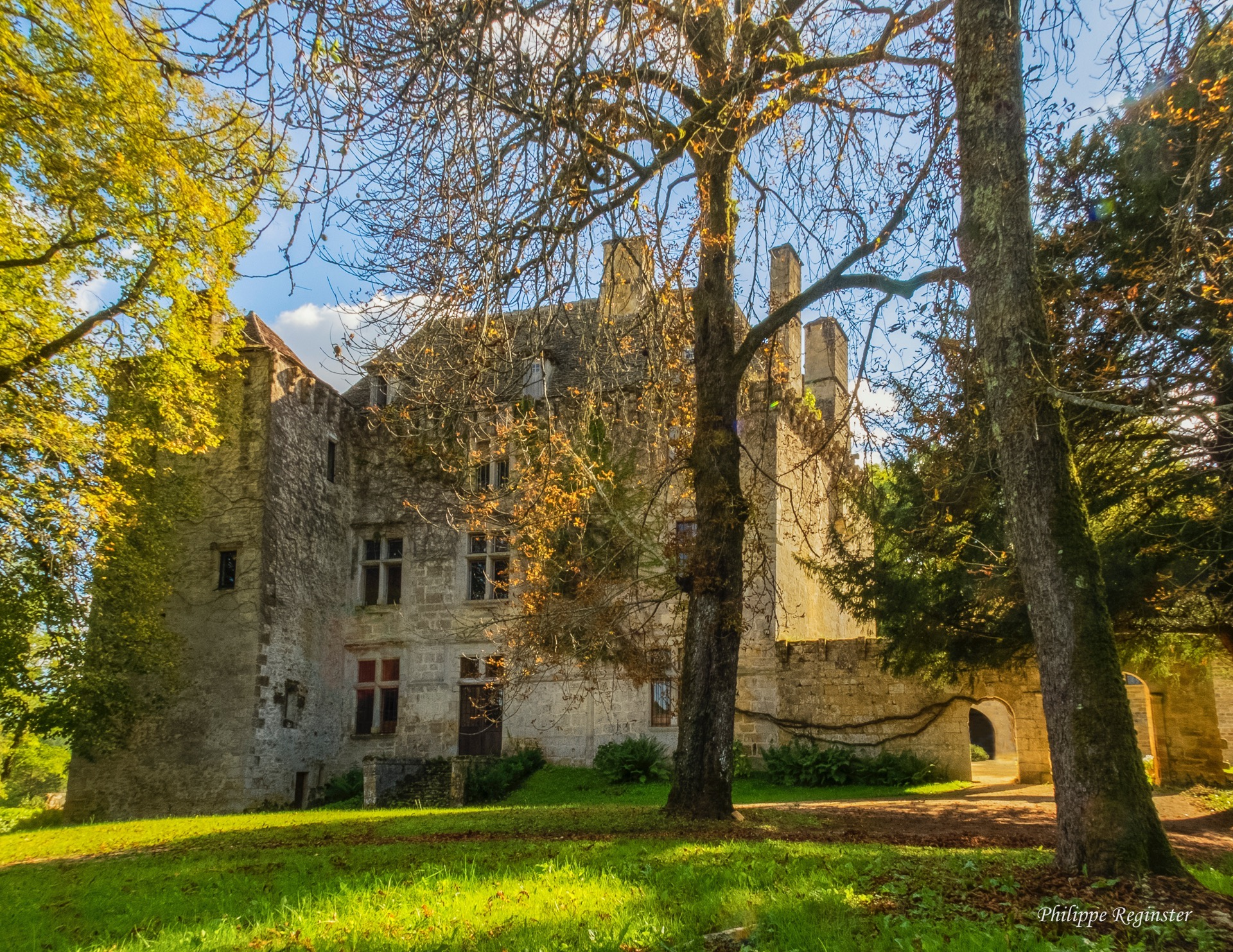
La façade nord.
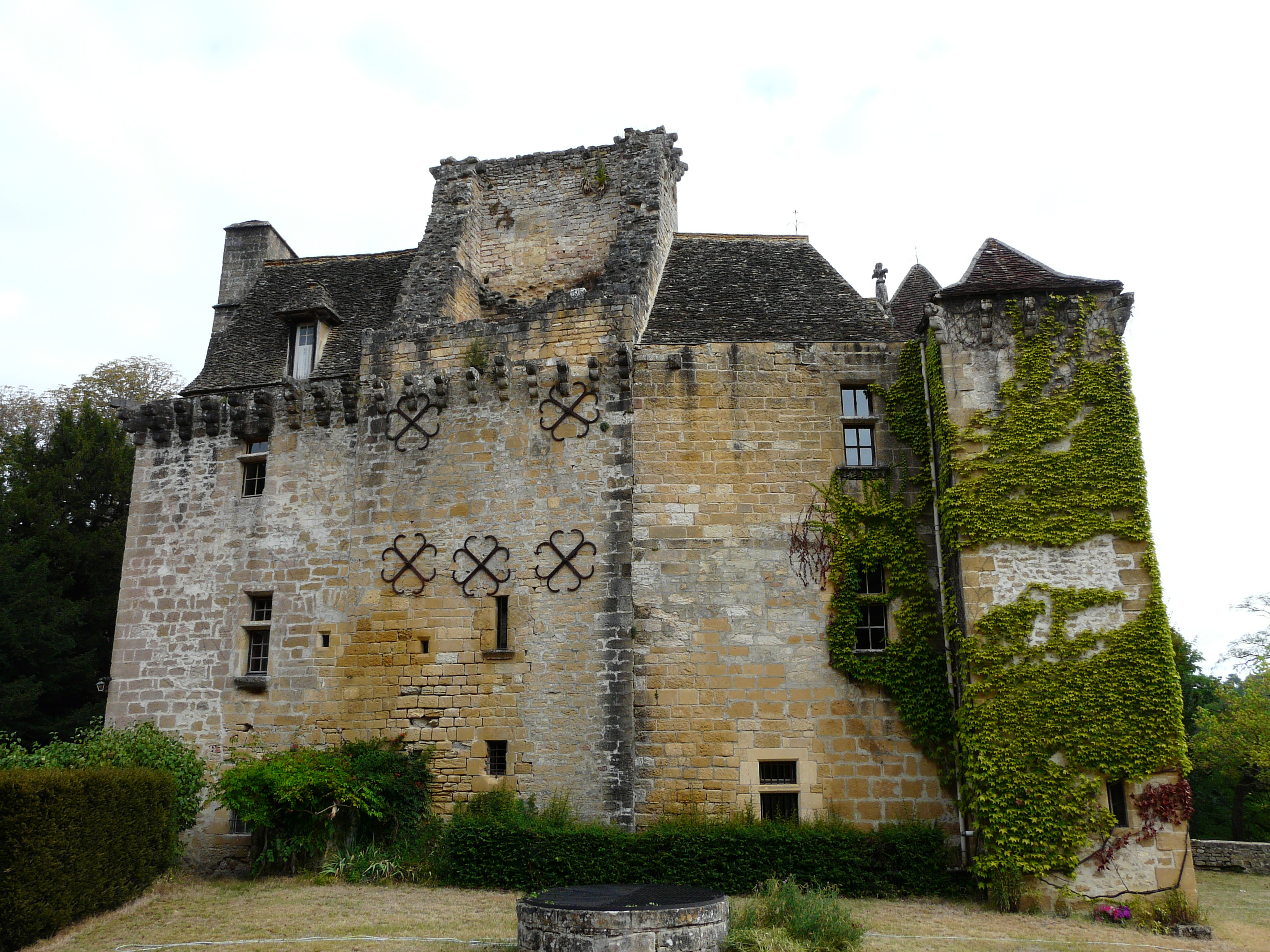
La façade sud en 2012.
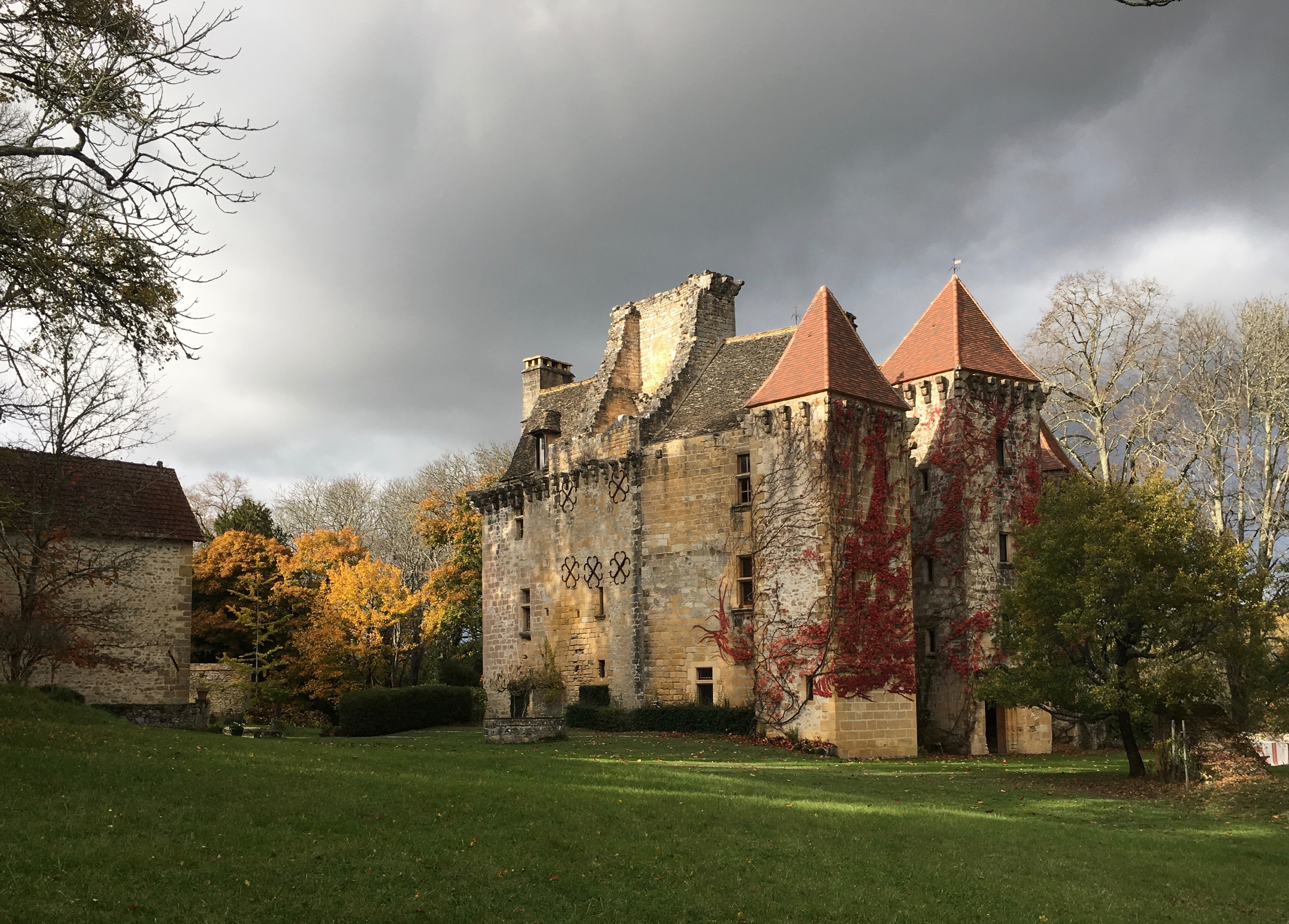
La façade sud et les tours est.
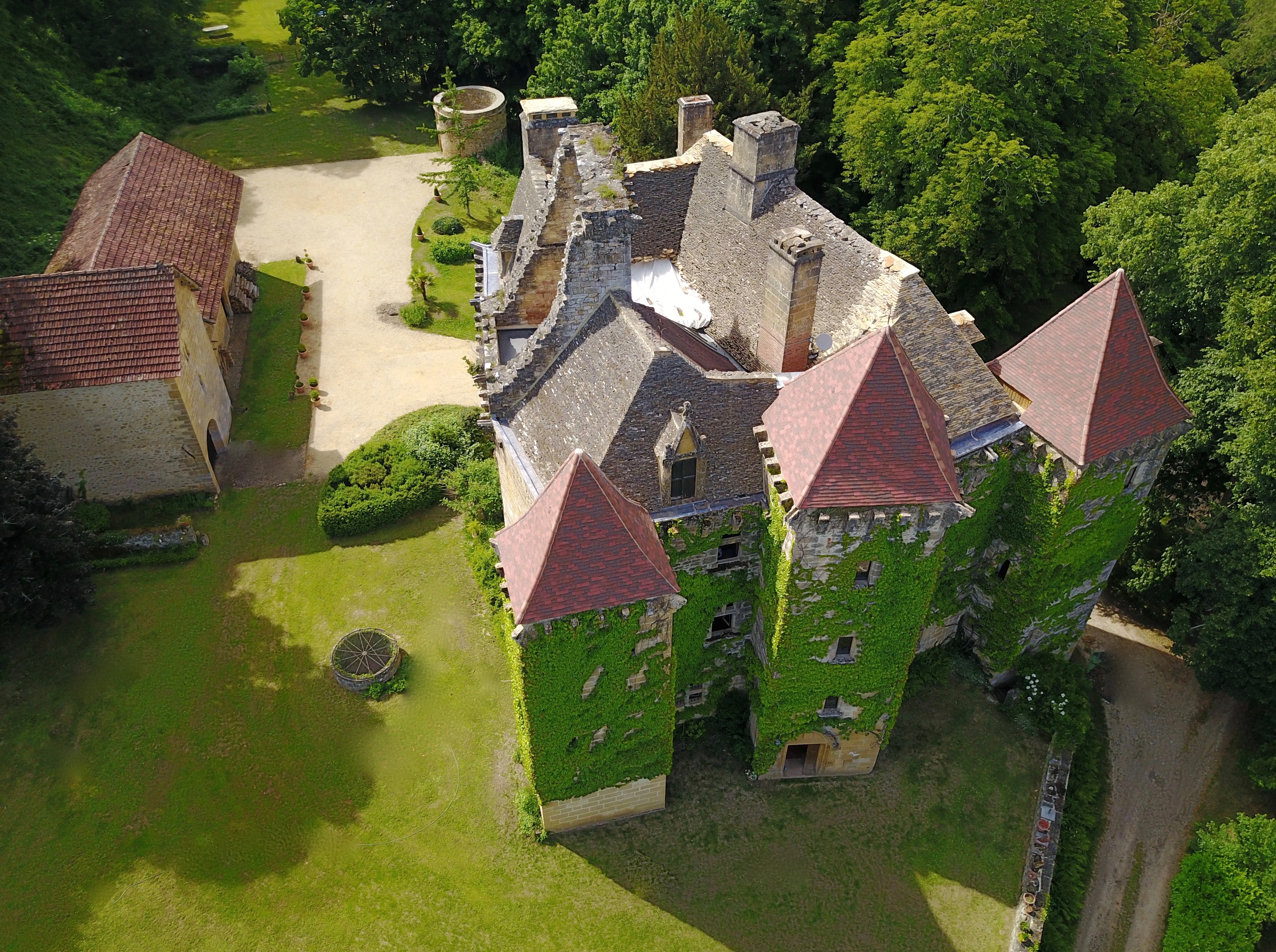
Vue aérienne des toitures.
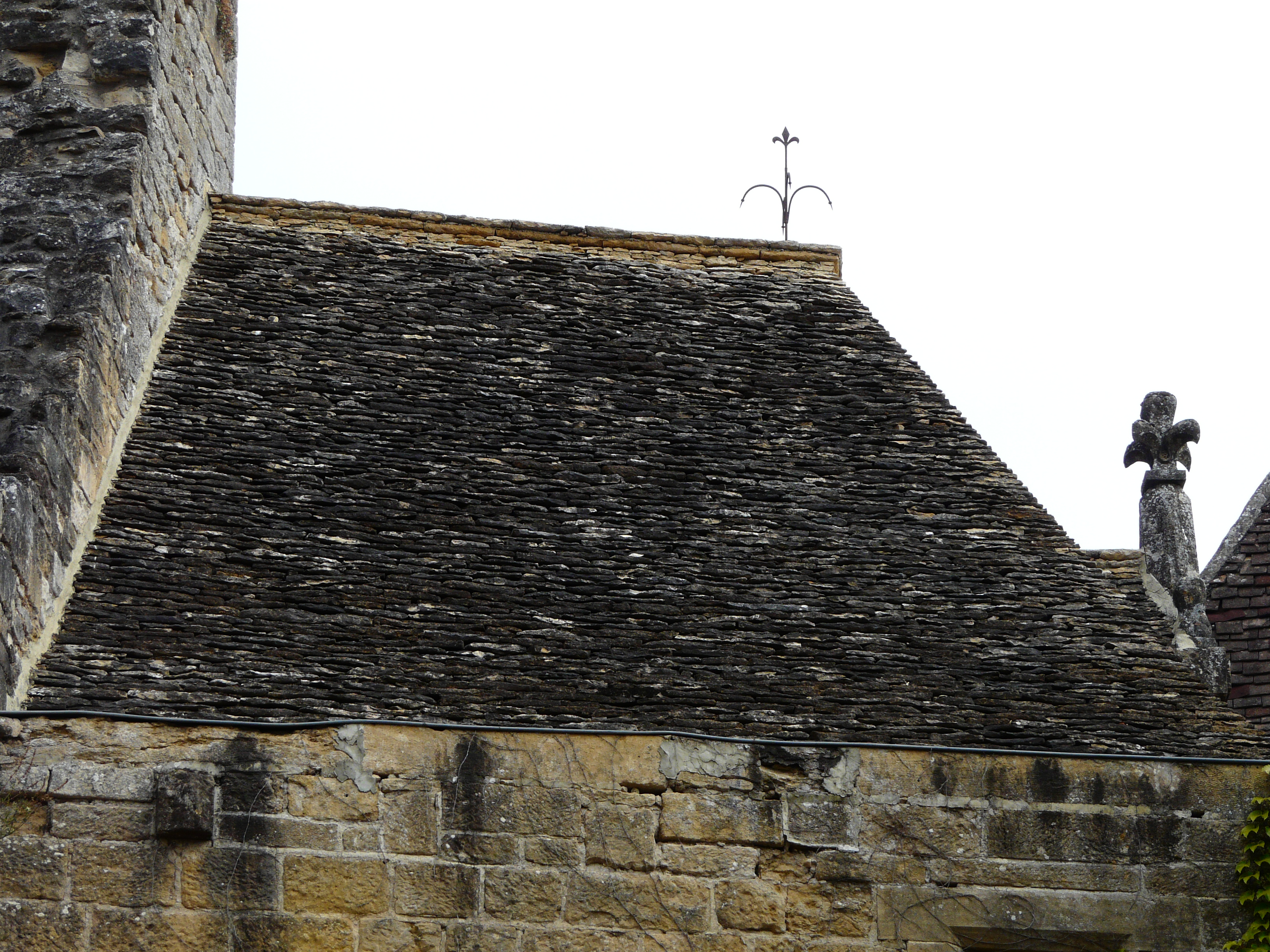
Toit en lauzes.
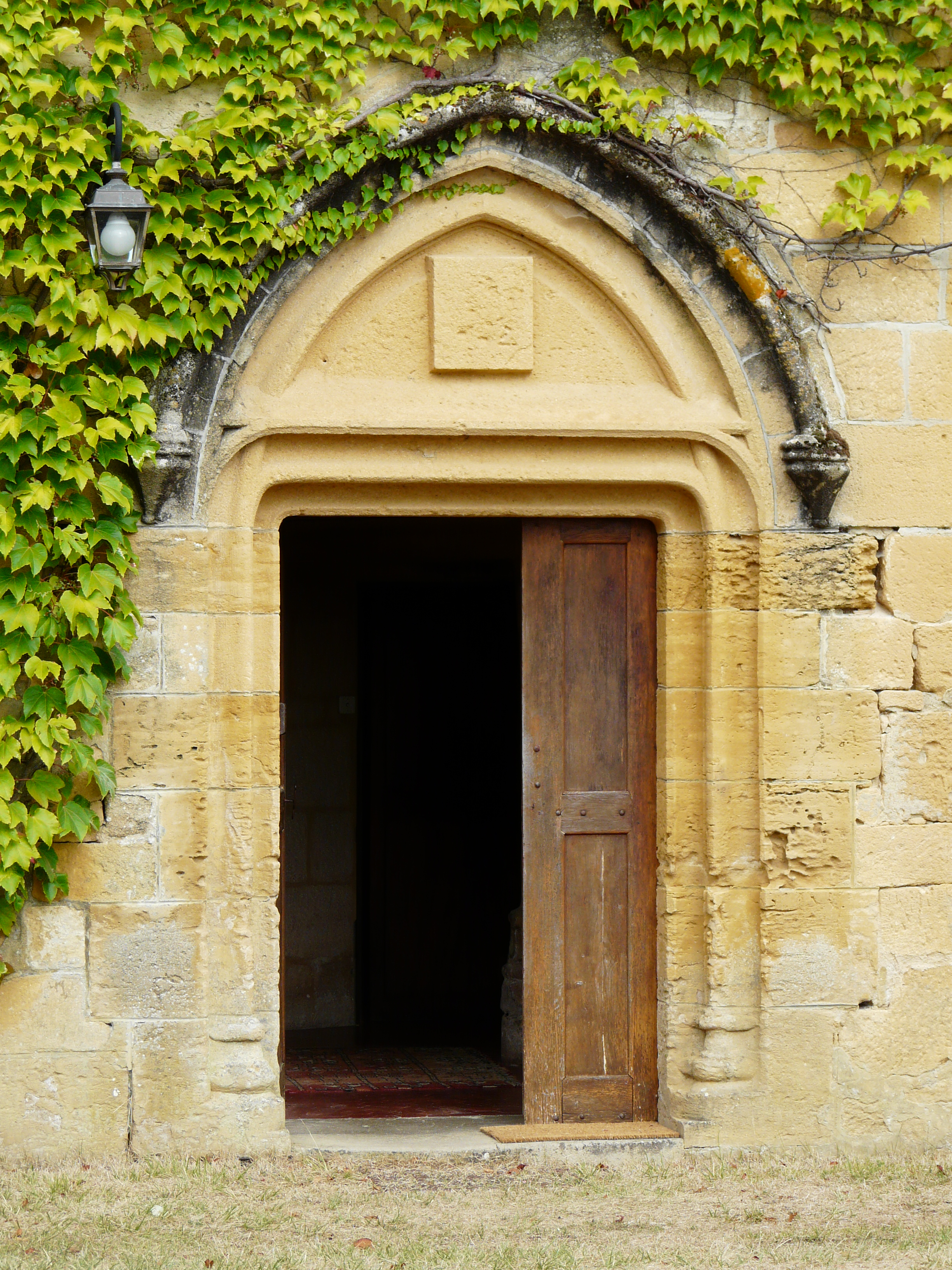
Porte du château.